# Rahway
Rahway (en anglais [ˈrɔːweɪ]) est une ville située dans le comté d’Union, dans l’État du New Jersey, aux États-Unis. Sa population s’élevait à 27 346 habitants lors du recensement de 2010, estimée à 30 131 habitants en 2017. Rahway fait partie du Grand New York.